# Maurice Ponte
Pour les articles homonymes, voir Ponte.
Maurice Ponte, né à Voiron le 5 avril 1902 et mort à Paris le 23 septembre 1983, est un physicien français qui a fait sa carrière à la Compagnie générale de la télégraphie sans fil dont il deviendra le président-directeur général en 1960. Son nom est lié au perfectionnement du magnétron, tube de puissance de première importance dans les systèmes de radars.

## Biographie

### Formation
Après des études au Prytanée militaire de La Flèche, Maurice Ponte entre à l'École normale supérieure en 1920. Il obtient l'agrégation de physique en 1924. 

### Carrière professionnelle
Attiré par le domaine de la recherche, il étudie l'émission de rayon X par vapeur saturante de mercure dans le laboratoire de Maurice de Broglie. Puis il part travailler un an à Londres, au laboratoire de William Bragg sur la diffraction des rayons X. De retour en France, il travaille durant deux ans au laboratoire de l'École normale supérieure sur la diffraction. C'est en 1929 qu'il entre, à la suite d'Yves Rocard, dans les laboratoires de la société Radiotechnique. Puis il dirige le laboratoire de la Société française radio-électrique (SFR), filiale de la Compagnie générale de la télégraphie sans fil (CSF), sur les techniques d'émission .
En 1932, Maurice Ponte reprend les travaux menés par les équipes américaines et japonaises sur le magnétron pour en créer une version industrialisable. Le 20 juillet 1934, la CSF dépose le brevet d'un dispositif de détection d'objets mobiles. En 1939, Maurice Ponte participe pour la ville de Paris au développement d'un système de détection des avions proche de ce qui va devenir le radar. Au début du mois de mai 1940, Maurice Ponte, accompagné par le commandant Labat apportent en Grande-Bretagne le prototype d'un magnétron qui peut être utile aux radars centimétriques. 
Durant la guerre, il continue à superviser le département des lampes et le nouveau laboratoire de recherches de la CSF. Puis en 1950, il prend la direction générale de la CSF, dont il devient le président en 1960, à la suite de Robert Tabouis. En 1968, lors de la fusion entre les entreprises Thomson et CSF, il est mis à l'écart.

### Représentations
En 1958, il est appelé par Charles de Gaulle à faire partie du comité des 12 sages (Comité consultatif de la recherche scientifique et technique) chapeautant la Direction générale à la recherche scientifique et technique, et il participe à la fondation de l'Institut des hautes études scientifiques. 
Il est élu membre de l'Académie des sciences en 1963. En 1967, il est nommé directeur de l'Agence nationale pour la valorisation de la recherche et est président de la Société française d'astronautique.

## Distinctions

### Reconnaissance par ses pairs
- Lauréat en 1947 de la médaille Blondel décernée par la Société de l'électricité, de l'électronique et des technologies de l'information et de la communication[4]
- Prix des trois physiciens (1954)[5]
- Prix Hughes de l'Académie de sciences (1956)
- Médaille d'or d'encouragement à l'industrie nationale (1962)
- Prix Christophe Colomb (1964)

### Décorations
- Commandeur de la Légion d'honneur
- Grand croix de l'Ordre national du Mérite
- Commandeur des Palmes académiques

## Ouvrages
- avec Pierre Braillard, l'Électronique, Collections Microcosme "le Rayon de la science" no 1, Le Seuil, Paris, 1959
- avec Pierre Braillard, l'Informatique, Collections Microcosme "le Rayon de la science" no 31, Le Seuil, Paris, 1969

## Pour approfondir